# Озило
О̀зило (на италиански: Osilo; на сардински: Osile, Озиле, на местен диалект Osili, Озили) е малко градче и община в Южна Италия, провинция Сасари, автономен регион и остров Сардиния. Разположено е на 672 m надморска височина. Населението на общината е 3228 души (към 2010 г.).